# Мелколепестник
Мелколепе́стник (лат. Erígeron) — богатый видами род однолетних и многолетних растений семейства Астровые, распространенный на всех континентах с максимальным разнообразием в Северной Америке. Многие виды декоративны и выращиваются как садовые растения.

## Название
Научное латинское название erigeron происходит от корней др.-греч. ἦρι (êri, эри-) со значением "раннее утро, ранний" и др.-греч. γέρων (gérōn, -герон) со значением "старик", что по всей видимости является отсылкой к появлению беловолоскового опушения семян вскоре после цветения или густоопушенным корзинкам созревающих семян, напоминающих седую голову.
Русскоязычное родовое название мелколепестник отражает характерную особенность многих видов, имеющих многочисленные узкие краевые язычковые цветки ("лепестки"), включено в словарь Анненкова (1878 год), но отсутствует у Даля. В современной литературе и интеренет-источниках в качестве названия встречается транслитерация с латыни эригерон.

## Ботаническое описание

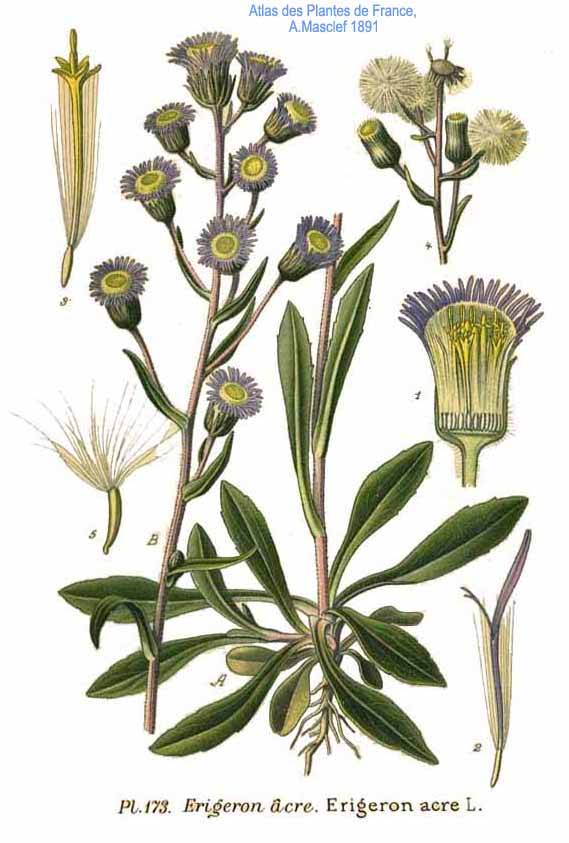
Мелколепестник едкий.

Однолетние, двулетние или многолетние травянистые растения или полукустарники.
Цветоносные стебли редко голые, обычно с длинными железистыми волосками, опушение усиливается снизу вверх; облиственные, редко безлистные. 
Листья очерёдные, обычно цельные, цельнокрайние или зубчатые. Прикорневые яйцевидно-лопатковидные, короткочерешковые, стеблевые - от ланцетовидных до линейно-ланцетовидных.
Цветочные корзинки от одной до нескольких на стебле, собраны в рыхлый щиткок или вытянутую метелку. Краевые язычковые цветки женские, обычно длиннее обертки. Соцветия гомохромные, белые, розовые, фиолетовые, лиловые, голубые, синие, желтые, оранжевые или красные, либо гетерохромные, обозначенных цветов с желтой окраской дисковых цветков. Срединные трубчатые цветки либо все одинаковые, обоеполые, либо находящиеся у края корзинки - женские, нитчатые, центральные - обоеполые.
Семянки опушенные, иногда двух форм. Паппус из волосков или коротких чешуек у язычковых цветков, либо из внешнего ряда чешуек и внутреннего пучка длинных волосков у срединных цветков. 

## Распространение и экология
Растение-космополит, распространенное в Европе, Азии, Америке, Африке и Австралии. Первичный центр эволюции рода располагается в Мексике и западной части Северной Америки. Некоторыми систематиками американские виды группируются примерно в два десятка преимущественно эндемичных секций. Таксономическая картина Старого Света существенно отличается, т.к. здесь выделяются лишь две секции. Менее явный центр эволюционного разнообразия располагается в горных регионах Евразии. Межвидовые различия североамериканской и евразийской групп также значительно разнятся. В Америке отличия характеризуются полиплоидными комплексами и смещением в сторону агамоспермии у триплоидных таксонов. В Евразии представители рода практически все имеют хромосомное число 2n=18, за исключением нескольких тетраплоидных видов - Erigeron hwnilis с ареалом от восточной части Северной Америки через Гренландию, Исландию до Скандинавии, Erigeron flaccidus (Сибирь), Erigeron petiolaris (Алтай) и Erigeron silenifolius (арктические регионы Евразии). В Евразии эволюция шла преимущественно на диплоидном уровне через достаточно быструю географическую специализацию. Различие между множественными отличающимися направлениями эволюционной специализации (и большим количеством таксонов) в Америке, и относительным однообразием рода в Евразии предполагает нахождение первичного центра эволюции именно в Новом Свете. 
Охранный статус различных видов варьируется. В список МСОП включены Erigeron adscendens (в статусе "на грани исчезновения"), Erigeron frigidus, Erigeron incertus, Erigeron libanoticus и Erigeron pauper (в статусе "исчезающий"), Erigeron darrellianus (статус "близок к угрожаемому"). В Красную книгу СССР включался лишь один вид, Мелколепестник сложнолистный, в настоящее время список расширился и в региональных Красных книгах регионов России встречаются Мелколепестник северный (Мурманская область), Мелколепестник пушистоголовый (Амурская область, Ненецкий АО), Мелколепестник сложный (по России, Камчатка), Мелколепестник Миябе (Сахалинская область), Мелколепестник дернистый (Камчатка), Мелколепестник буреинский (Хабаровский край).

## Значение и применение

### Применение в медицине
Представители рода мелколепестник относятся к малоизученным растениям, широко применяемым в народной медицине. Мелколепестник едкий используют в качестве антисептического, противовоспалительного, обезболивающего и инсектицидного средства. С лечебной целью применяют также траву мелколепестника канадского при лечении желудочно-кишечных заболеваний, геморроя, а также как противовоспалительное, вяжущее, мочегонное, стимулирующее менструацию, кровоостанавливающее, тонизирующее и глистогонное средство, проявляет антиоксидантные и антиагрегантные свойства. Эфирное масло мелколепестника обладает фунгицидной и  антибактериальной активностью. Экстракты из травы обладают потенциальным антипролиферативным действием на раковые клетки. В надземной части данного растения были обнаружены флавоноиды, холин, дубильные вещества, смолы, витамин С, минеральные соли, эфирное масло, в составе которого лимонен, дипентен, терпинеол и альдегиды.

### Применение в садоводстве
Благодаря неприхотливости, холодостойкости, яркой окраске и длительному периоду цветения мелколепестники широко используются в качестве декоративных растений. Наиболее популярны многочисленные разноокрашенные сорта мелколепестника красивого высотой до 70 см., напоминающие осенние астры (различные виды Симфиотрихума), но распускающиеся в средней полосе России в июне-августе. Расцветки язчковых цветков ("лепестков") варьируются в широкой гамме розово-сиренево-фиолетовых тонов, бывают также белые и близкие с чисто-голубой окраске. Реже встречается в культуре м. оранжевый с довольно крупными соцветиями соответствующей расцветки. Многие низкорослые виды используются для выращивания в рокариях, например, карликовый м. одноцветковый 4-8 см высотой, м. Карвинского высотой до 15 см, м. альпийский, м. голенький и м. северный, достигающие 20-40 см.

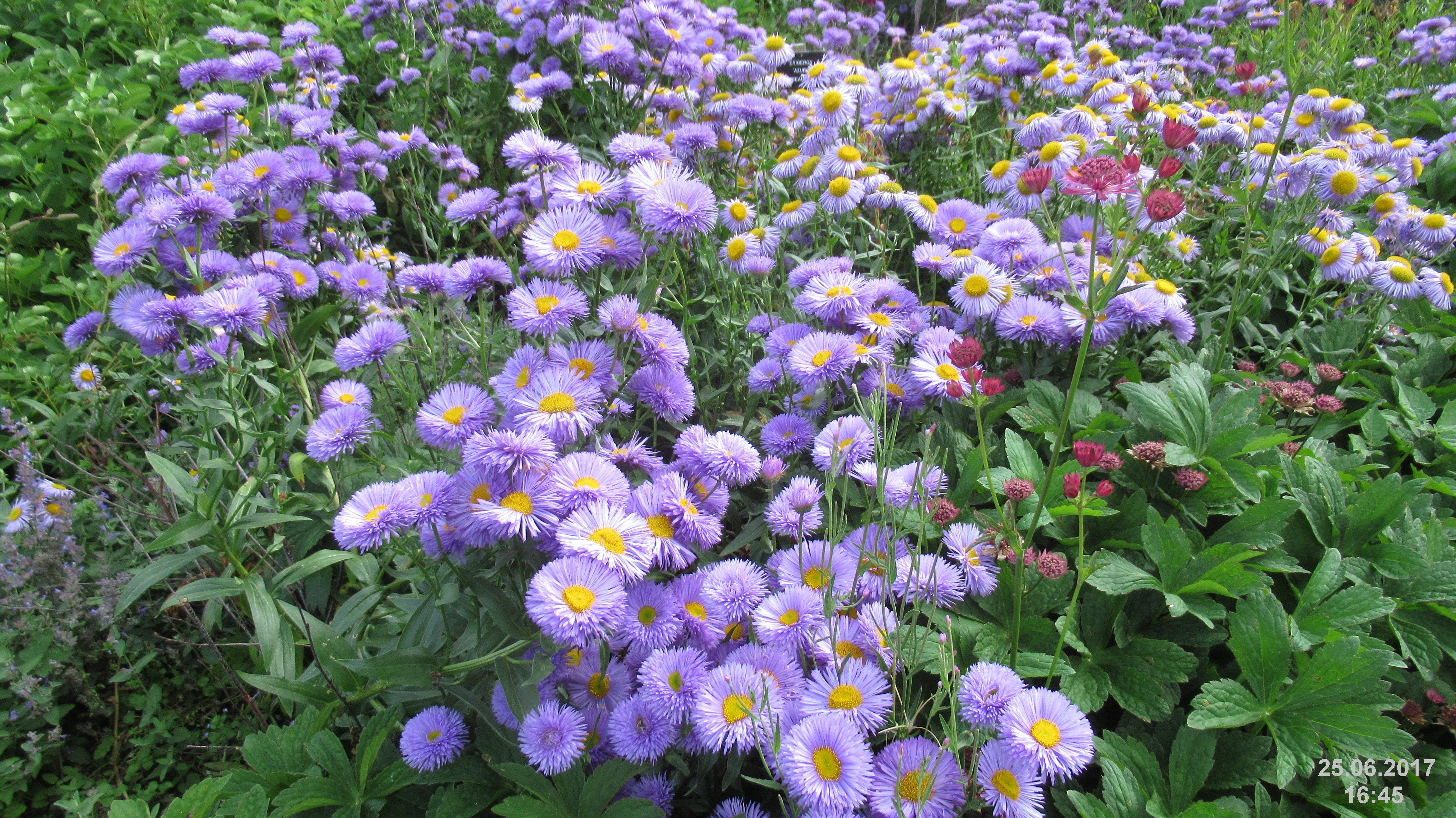
Мелколепестник красивый сорт "Azure beauty"
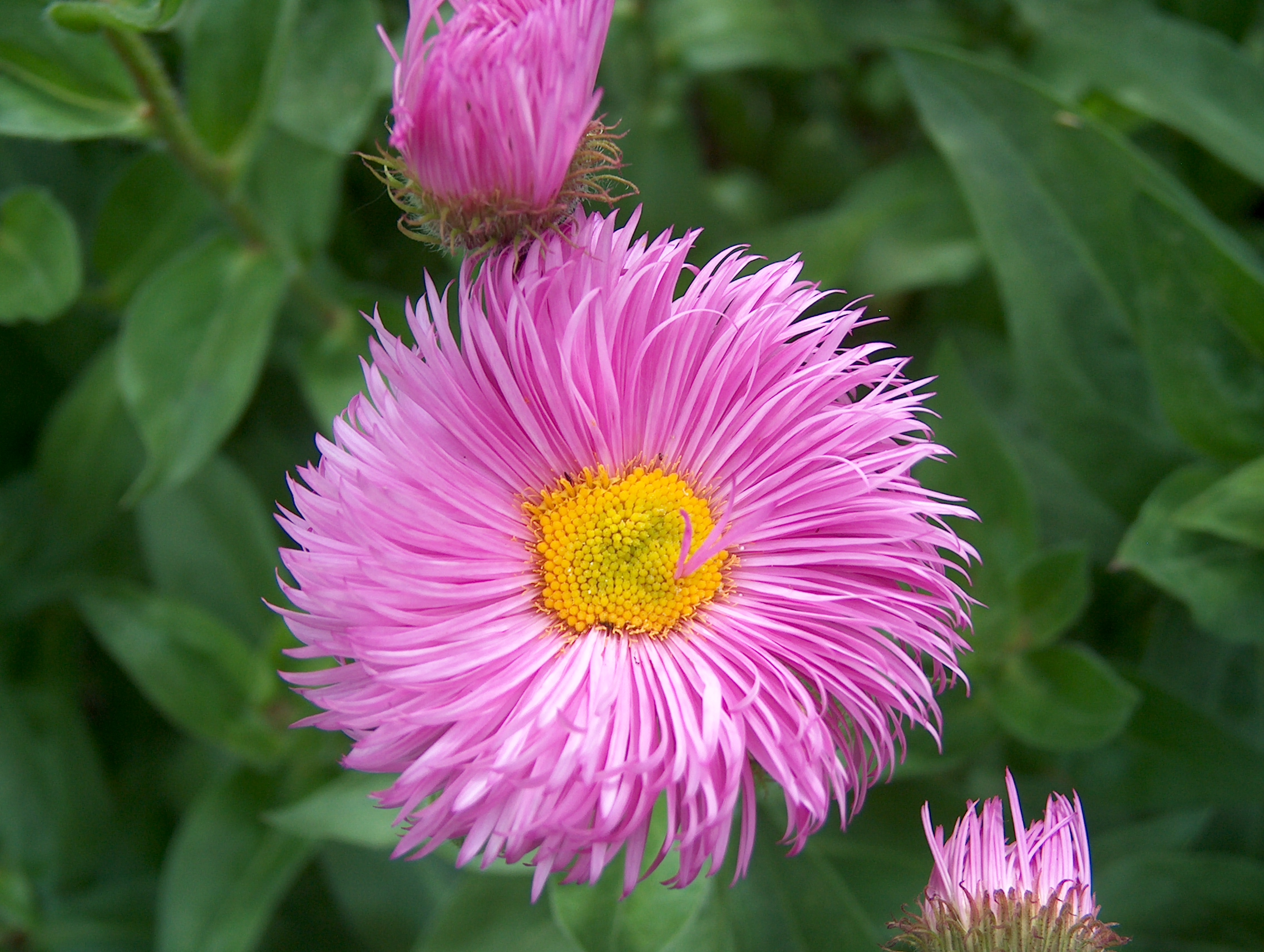
Мелколепестник красивый сорт "Rosa Juvel"
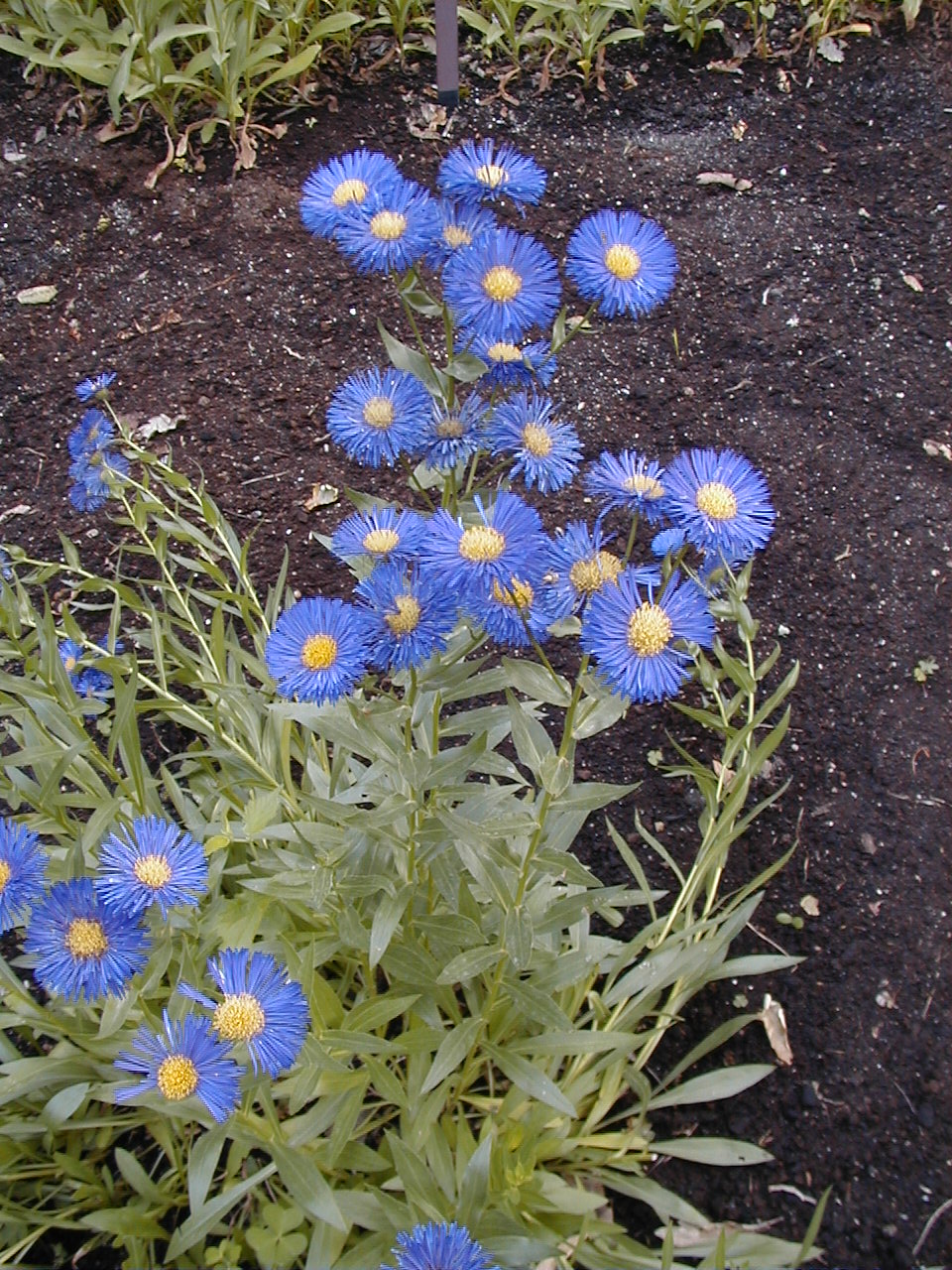
Мелколепестник красивый
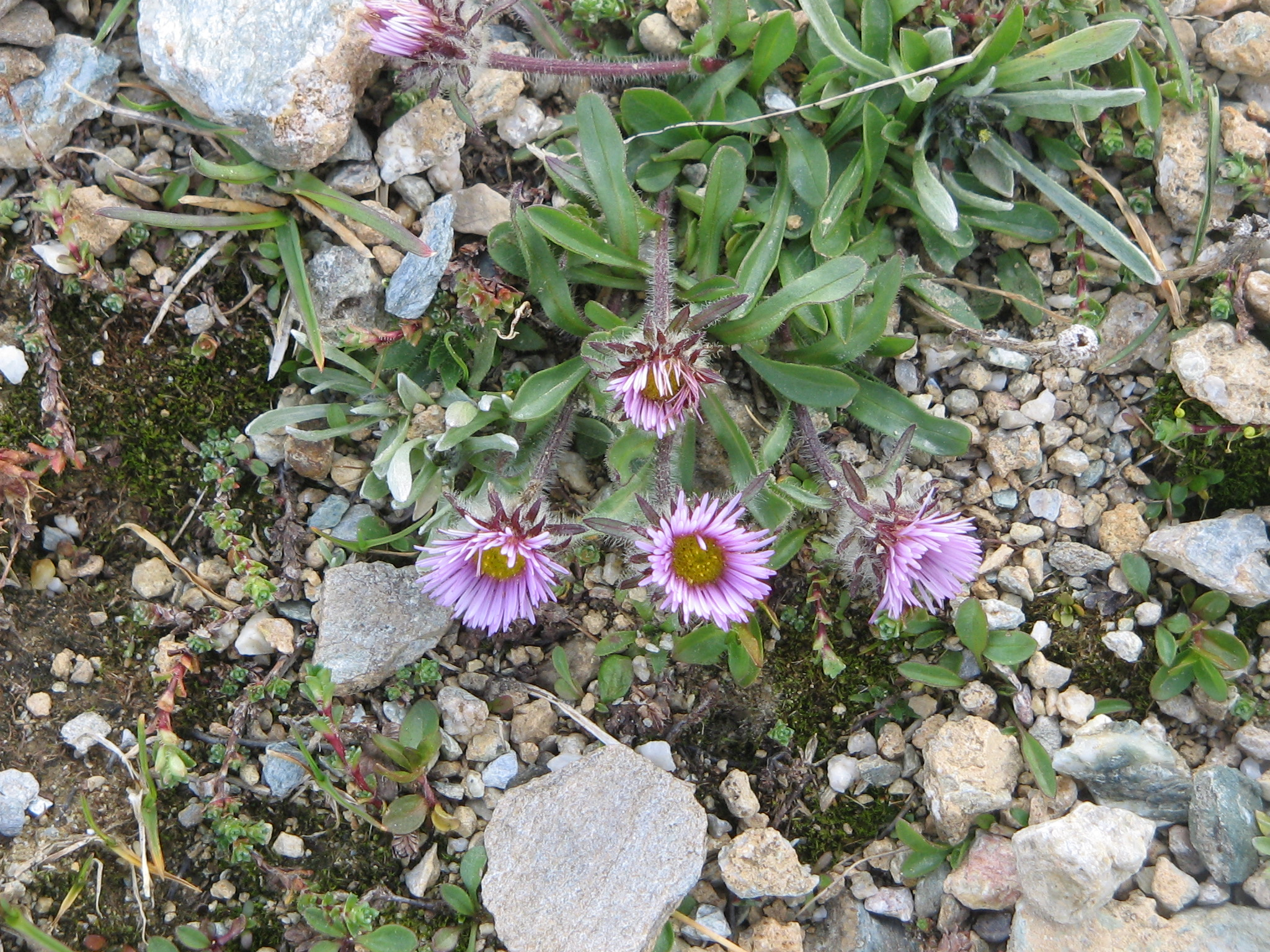
Мелколепестник одноцветковый
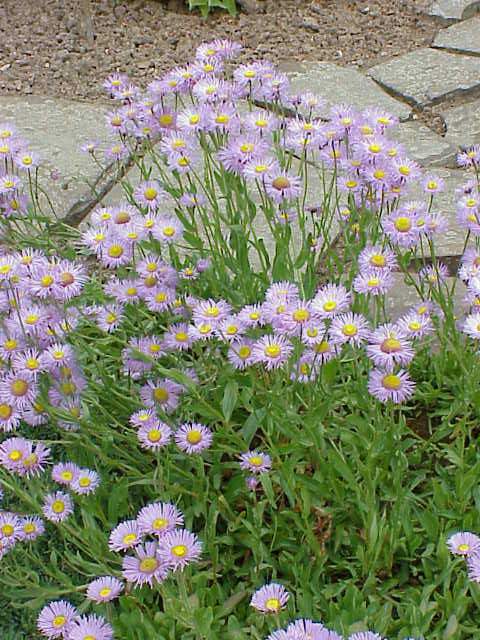
Мелколепестник голенький
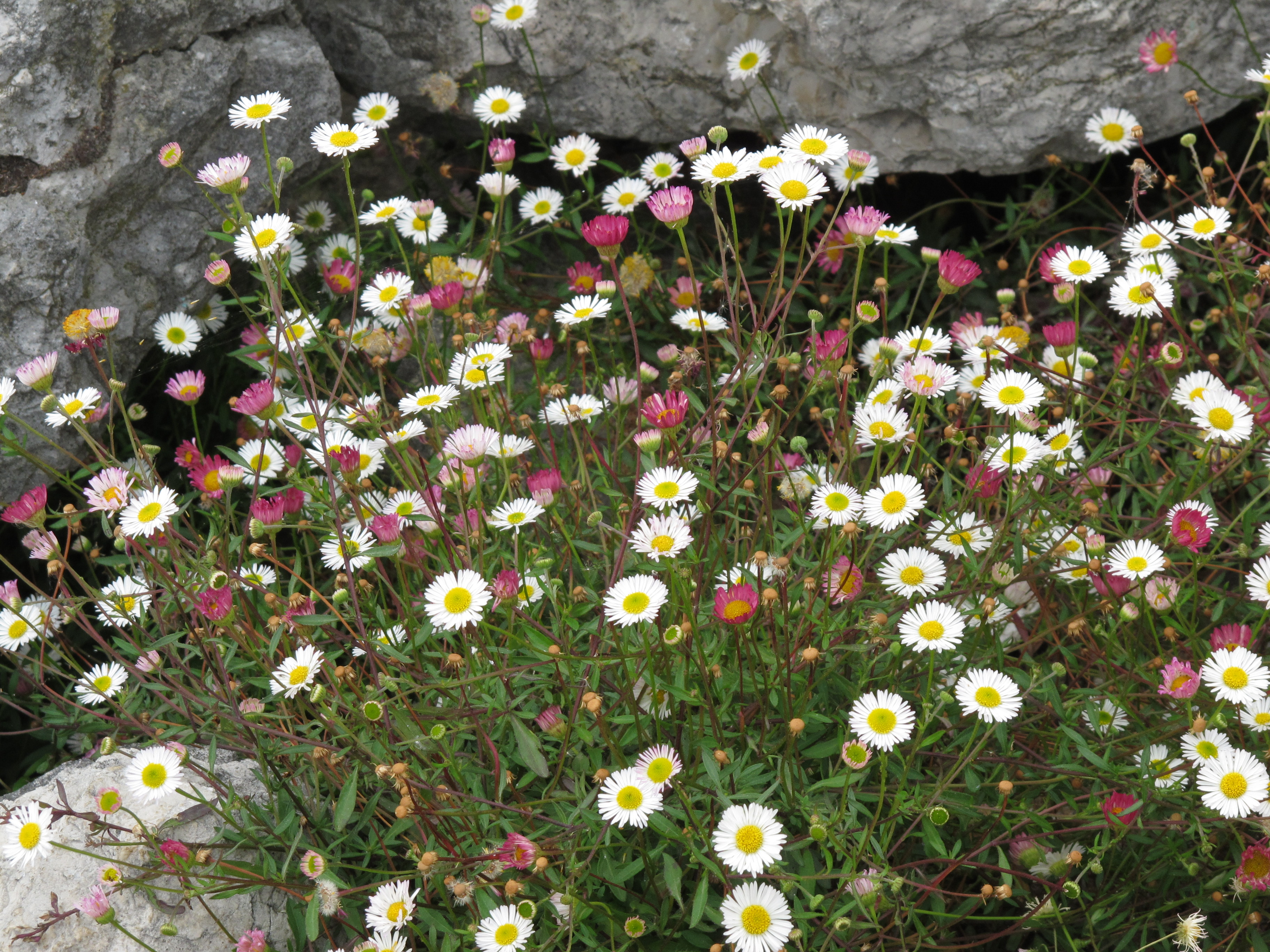
Мелколепестник Карвинского

## Классификация

### Таксономия[20]
Erigeron  L., 1753, Sp. Pl. : 863
Род Мелколепестник относится к семейству Астровые (Asteraceae) порядка Астроцветные (Asterales). Кладограмма в соответствии с Системой APG IV:
|  |                                      |  |                                   |                                   |                    |  | ещё 10 семейств |               |                    |                                                                                  |
|  |                                      |  |                                   |                                   |                    |  |                 |               |                    | 469 подтвержденных и 371 в статусе "непроверенных" видов и инфравидовых таксонов |
|  |                                      |  |                                   | порядок Астроцветные              |                    |  |                 |               | род Мелколепестник |                                                                                  |
|  |                                      |  |                                   | порядок Астроцветные              |                    |  |                 |               | род Мелколепестник |                                                                                  |
|  | отдел Цветковые, или Покрытосеменные |  |                                   |                                   | семейство Астровые |  |                 |               |                    |                                                                                  |
|  | отдел Цветковые, или Покрытосеменные |  |                                   |                                   |                    |  |                 |               |                    |                                                                                  |
|  |                                      |  | ещё 63 порядка цветковых растений | ещё 63 порядка цветковых растений |                    |  |                 | ещё 1804 рода | ещё 1804 рода      |                                                                                  |
|  |                                      |  |                                   | ещё 63 порядка цветковых растений |                    |  |                 |               | ещё 1804 рода      |                                                                                  |

## Виды
По информации базы данных сайта Список растений Мировой флоры онлайн, род включает 469 подтвержденных видов. Некоторые из них:
- Erigeron acris L. — Мелколепестник едкий
- Erigeron alpiniformis Cronquist
- Erigeron alpinus  L. — Мелколепестник альпийский
- Erigeron annuus (L.) Pers. — Мелколепестник однолетний
- Erigeron aurantiacus Regel — Мелколепестник оранжевый
- Erigeron borealis  Simmons  — Мелколепестник северный
- Erigeron burejensis  Barkalov  — Мелколепестник буреинский
- Erigeron caespitosus  Nutt.  — Мелколепестник дернистый
- Erigeron canadensis L. — Мелколепестник канадский
- Erigeron compositus Pursh — Мелколепестник сложный, или Мелколепестник сложнолистный
- Erigeron eriocephalus  J.Vahl in Hornem. — Мелколепестник пушистоголовый
- Erigeron jamaicensis L. — Мелколепестник ямайский
- Erigeron karvinskianus  DC.  — Мелколепестник Карвинского
- Erigeron miyabeanus  Tatew. & Kitam.  — Мелколепестник Миябе
- Erigeron speciosus (Lindl.) DC. — Мелколепестник красивый
- Erigeron trifidus  Hook.

## Ботанические иллюстрации

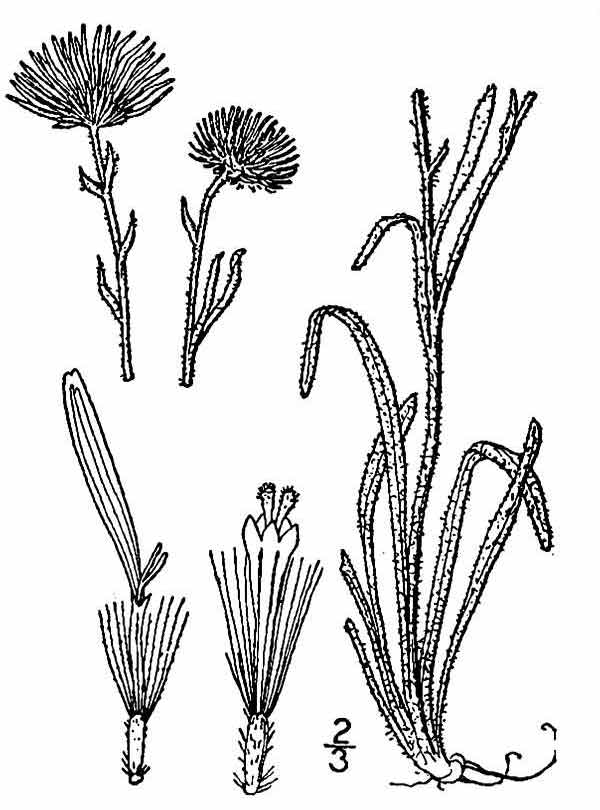
(Erigeron pumilus)
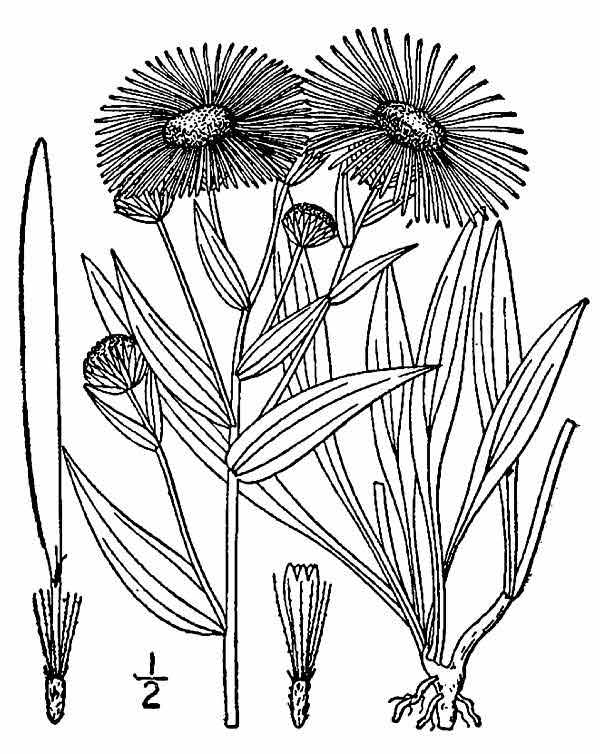
(Erigeron subtrinervis).
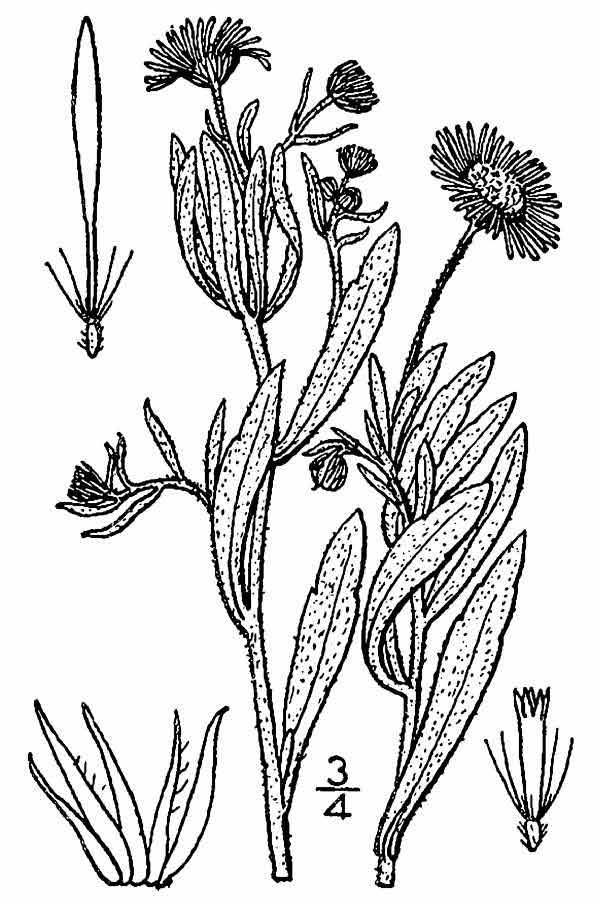
Мелколепестник узколистный (Erigeron tenuis)
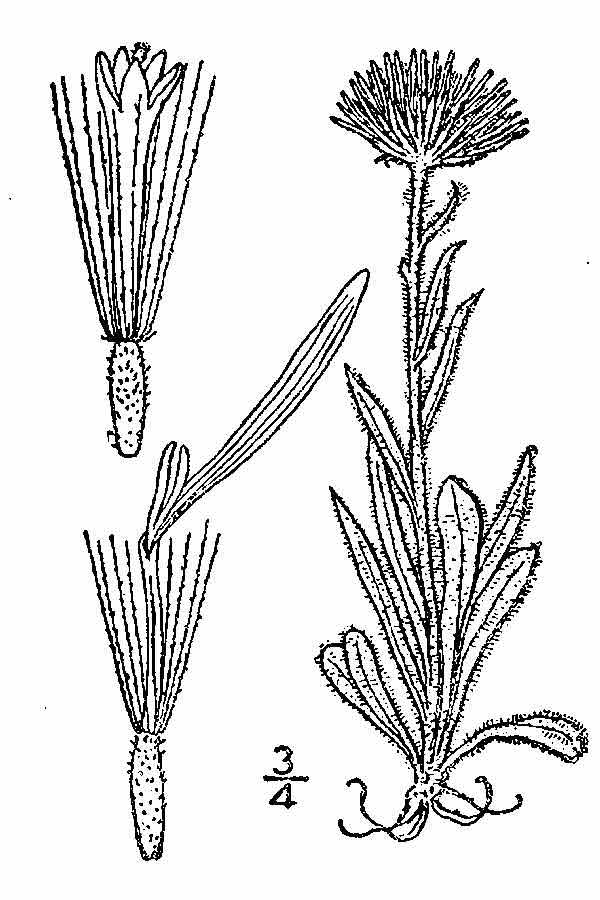
Мелколепестник одноцветковый (Erigeron uniflorus)
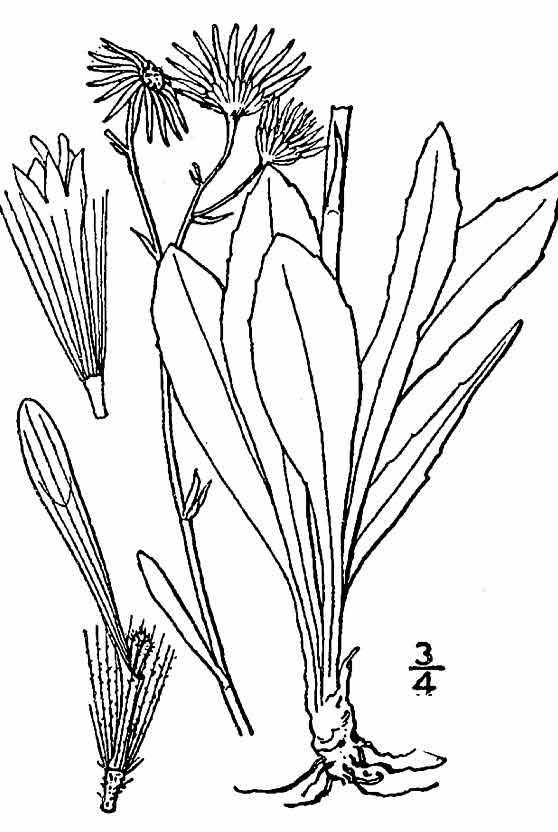
(Erigeron vernus)
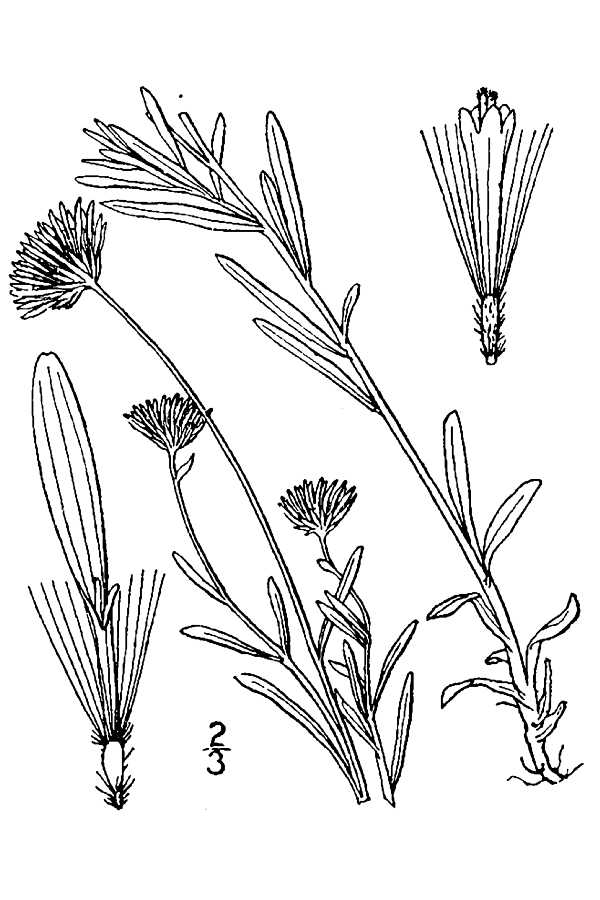
Мелколепестник иссополистный (Erigeron hyssopifolius)
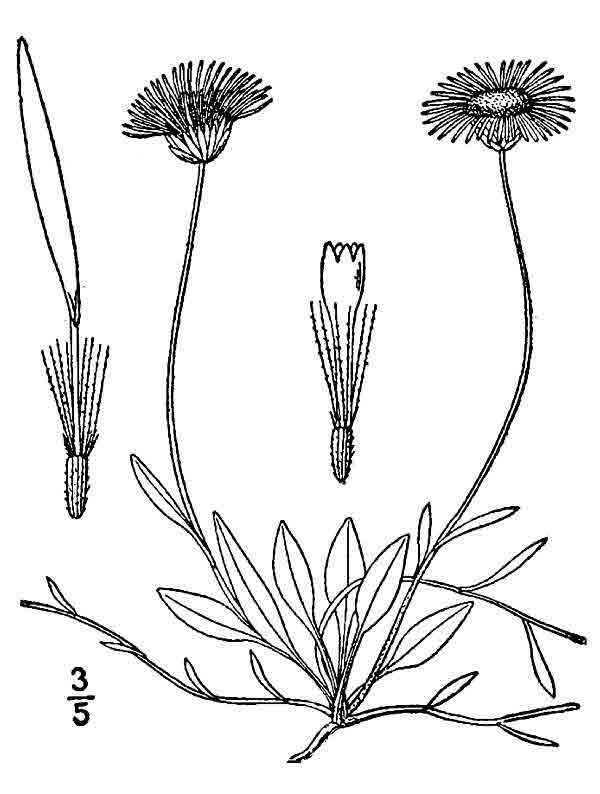
(Erigeron flagellaris)
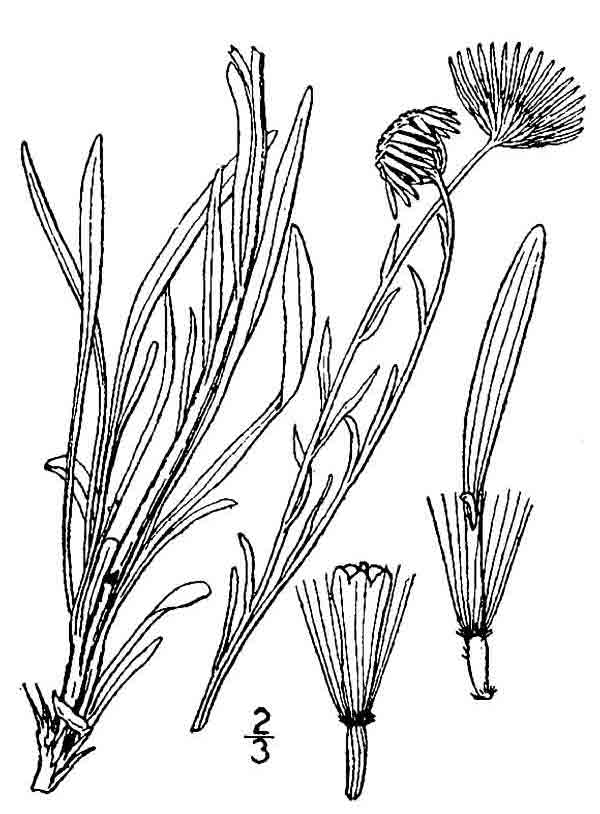
(Erigeron canus)
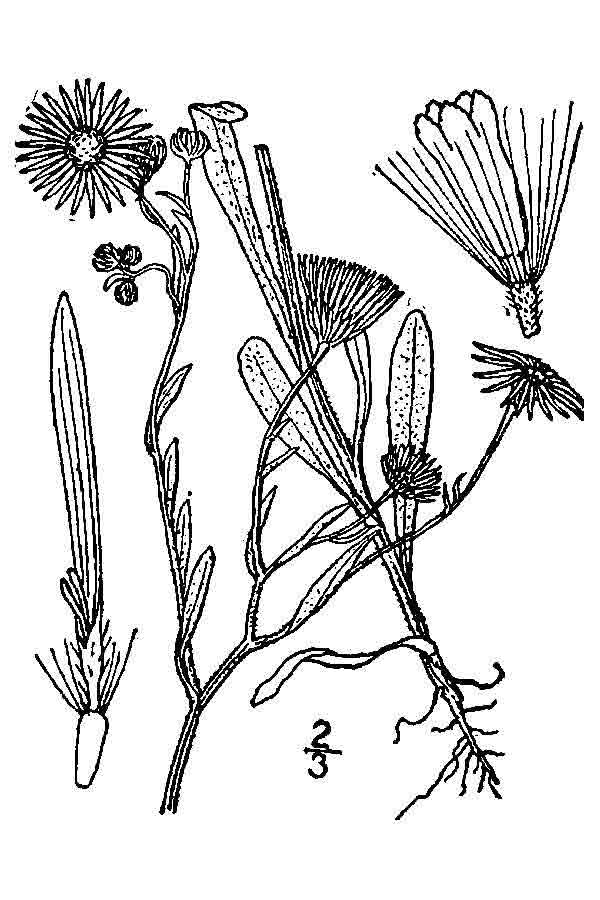
(Erigeron bellidiastrum)
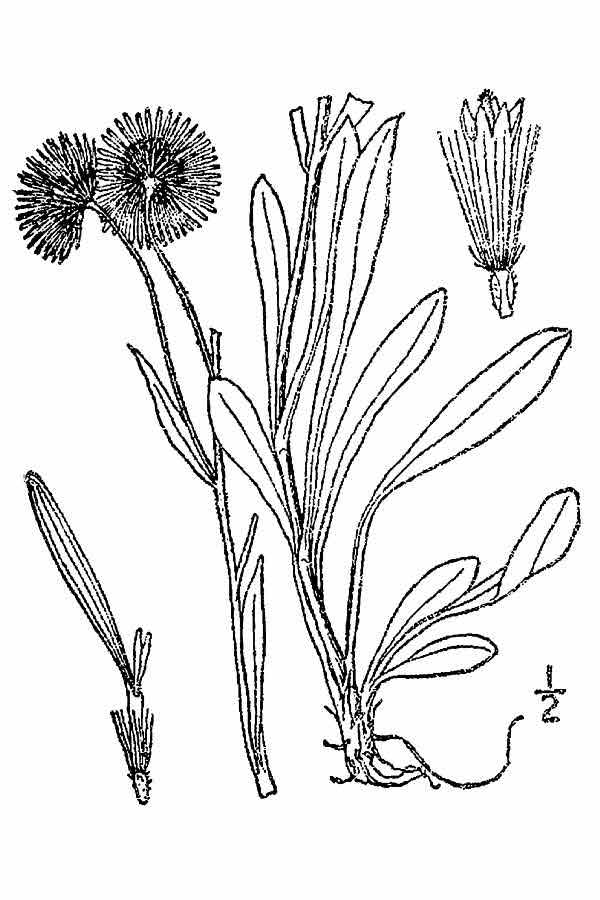
(Erigeron asper)
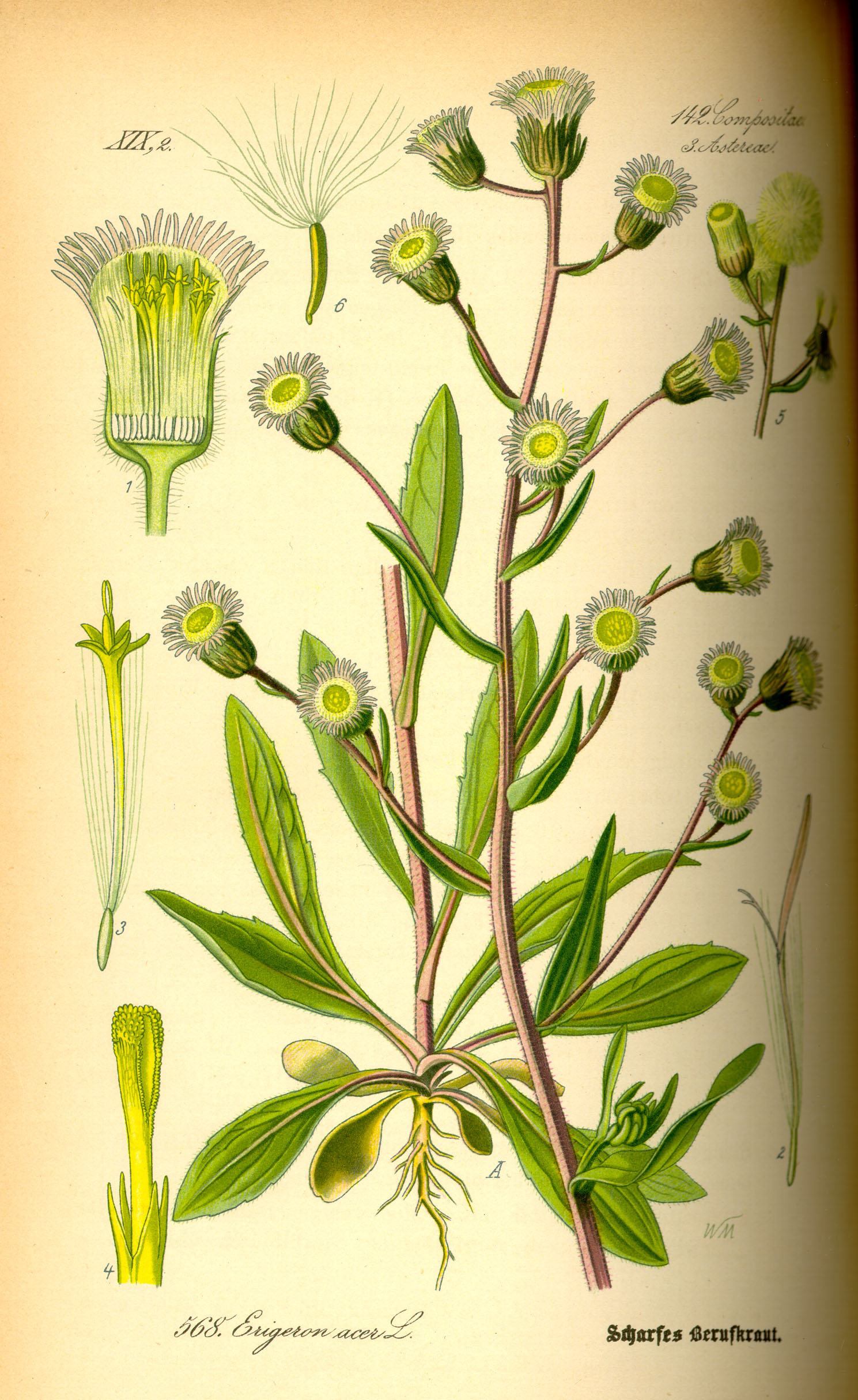
Мелколепестник едкий (Erigeron acris), по книге Thomé Flora von Deutschland, Österreich und der Schweiz, 1885.
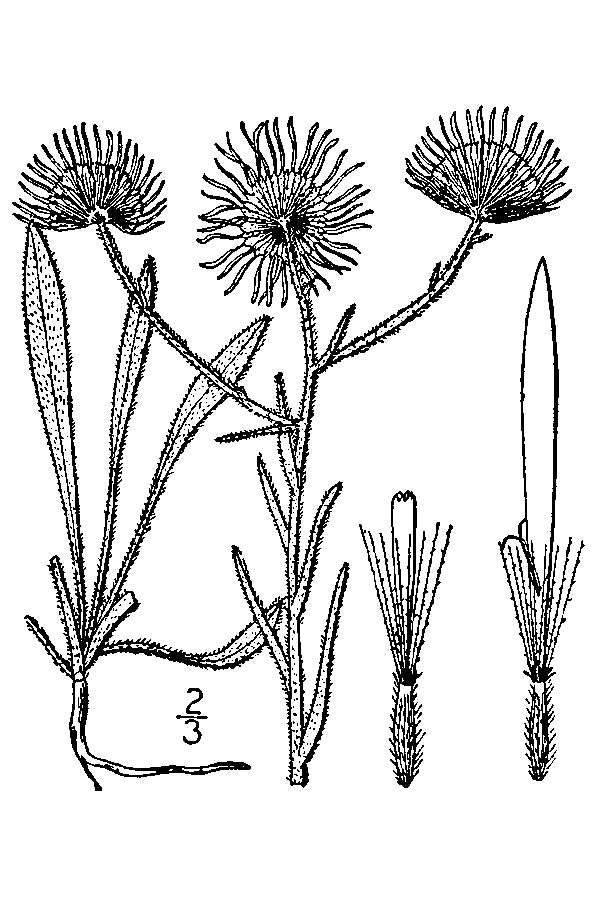
(Erigeron divergens)
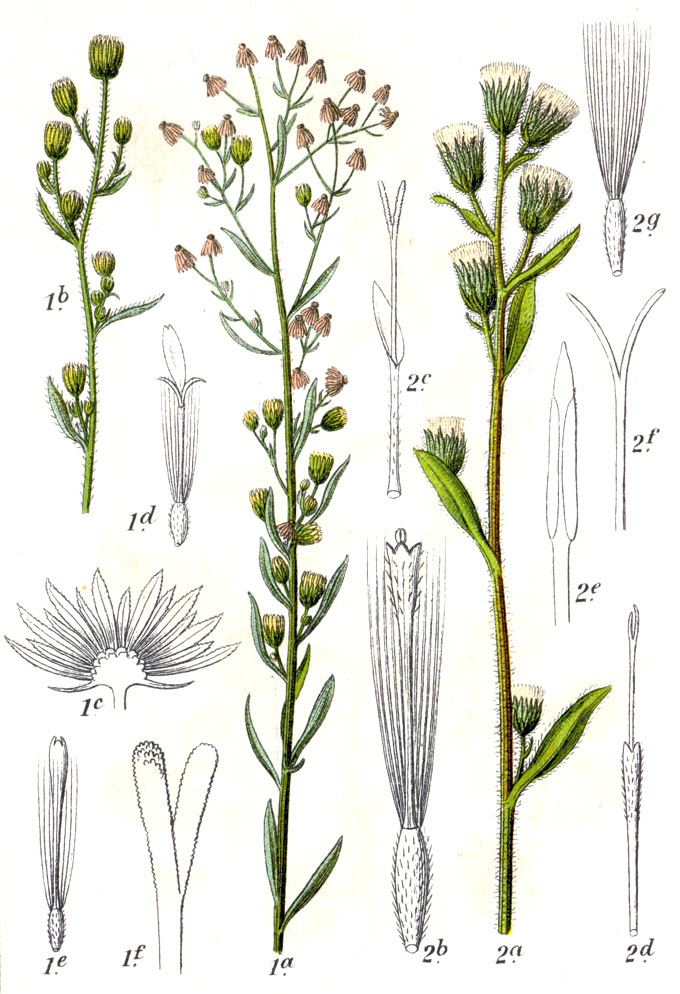
Мелколепестник канадский (Erigeron canadensis)